# Кошаркашка репрезентација Велике Британије
Кошаркашка репрезентација Велике Британије представља Уједињено Краљевство на међународним кошаркашким такмичењима. Под вођством је Британског кошаркашког савеза. Репрезентација је формирана 1. децембра 2006. и састоји се од најбољих играча Енглеске, Шкотске и Велса, док играчи из Северне Ирске могу да бирају да играју и за репрезентацију Републике Ирске. Тим је формиран првенствено да би се добио тим способан да направи значајнији резултат на Олимпијским играма 2012. у Лондону.

## Учешће на међународним такмичењима

### Олимпијске игре(2)
| Година | Домет            | Ут.              | Доб.             | Изг.             | Позиција         |
| ------ | ---------------- | ---------------- | ---------------- | ---------------- | ---------------- |
| 1948.  | Прва фаза        | 8                | 1                | 7                | 20.              |
| 2008.  | Није учествовала | Није учествовала | Није учествовала | Није учествовала | Није учествовала |
| 2012.  | Прва фаза        | 5                | 1                | 4                | 9.               |
| 2016.  | Није учествовала | Није учествовала | Није учествовала | Није учествовала | Није учествовала |
| 2020.  | Није учествовала | Није учествовала | Није учествовала | Није учествовала | Није учествовала |
| Укупно | —                | 13               | 2                | 11               | —                |

### Светско првенство(0)
| Година | Домет            | Ут.              | Доб.             | Изг.             | Позиција         |
| ------ | ---------------- | ---------------- | ---------------- | ---------------- | ---------------- |
| 2010.  | Није учествовала | Није учествовала | Није учествовала | Није учествовала | Није учествовала |
| 2014.  | Није учествовала | Није учествовала | Није учествовала | Није учествовала | Није учествовала |
| 2019.  | Није учествовала | Није учествовала | Није учествовала | Није учествовала | Није учествовала |
| Укупно | —                | —                | —                | —                | —                |

### Европско првенство(5)
| Година | Домет            | Ут.              | Доб.             | Изг.             | Позиција         |
| ------ | ---------------- | ---------------- | ---------------- | ---------------- | ---------------- |
| 2007.  | Није учествовала | Није учествовала | Није учествовала | Није учествовала | Није учествовала |
| 2009.  | Прва фаза        | 3                | 0                | 3                | 13.              |
| 2011.  | Прва фаза        | 5                | 2                | 3                | 13.              |
| 2013.  | Прва фаза        | 5                | 2                | 3                | 13.              |
| 2015.  | Није учествовала | Није учествовала | Није учествовала | Није учествовала | Није учествовала |
| 2017.  | Прва фаза        | 5                | 0                | 5                | 22.              |
| 2022.  | Прва фаза        | 5                | 0                | 5                | 24.              |
| Укупно | —                | 23               | 4                | 19               | —                |